# Almirante Reis, 2-2K
O Edifício na Avenida Almirante Reis, nº 2 a 2K é um edifício localizado na Avenida Almirante Reis, n.º 2 a 2 K, e no Largo do Intendente Pina Manique, n.º 1 a 6, na freguesia de Arroios, Lisboa.

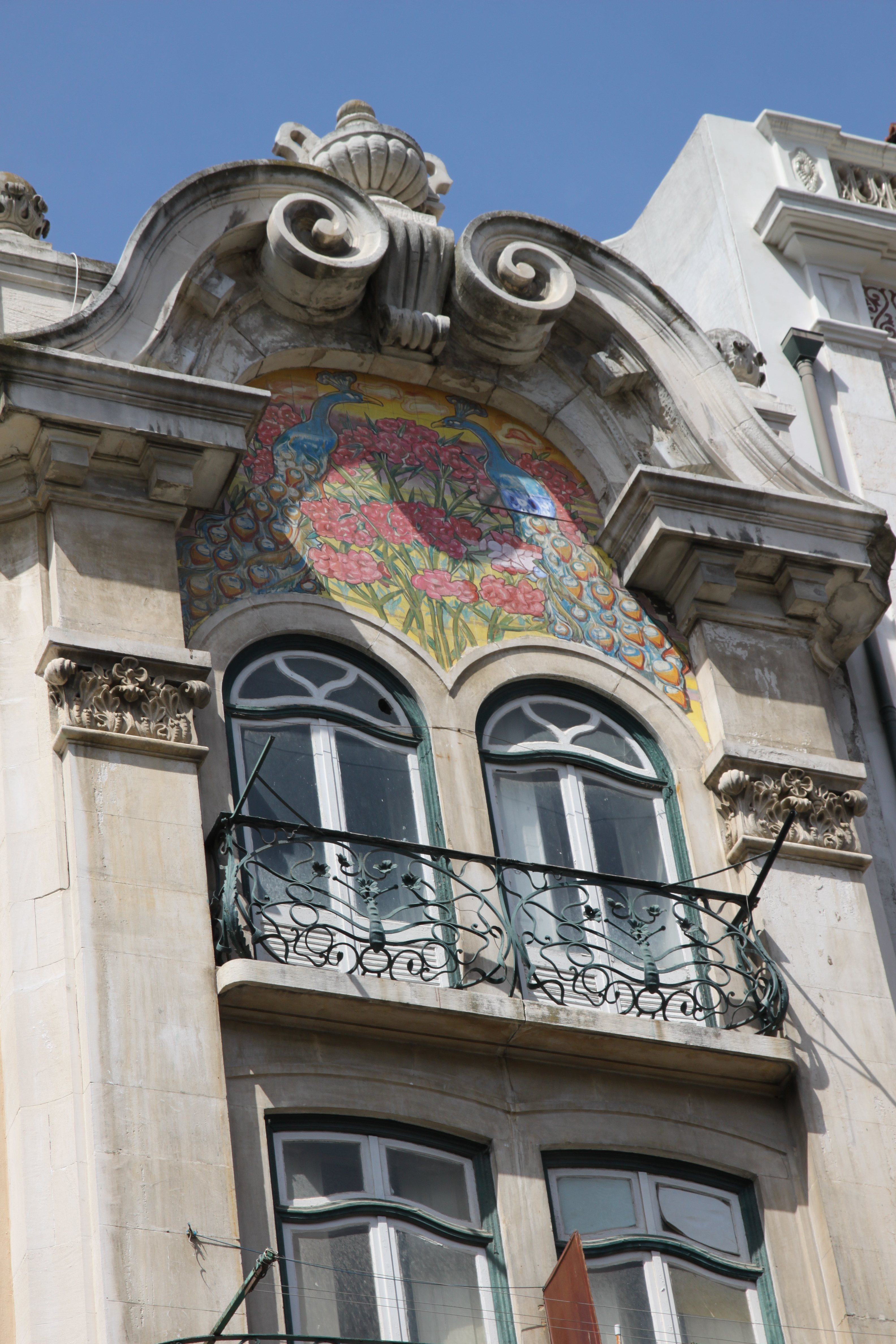
Pormenor do edifício, prémio Valmor em 1908

Propriedade de Guilherme Augusto Coelho, foi construído em 1908 com projecto do arquiteto Arnaldo Redondo Adães Bermudes, tendo-lhe sido atribuído o prémio Valmor desse ano.
Desenvolvendo-se em quatro pisos, tratava-se originalmente de um imóvel com dupla função, comercial no piso térreo e residencial nos restantes. De planta longitudinal, termina num corpo semi-circular, coroado por uma volumosa cúpula, marcando imponentemente o gaveto onde se encontra localizado.
Ao tratamento igual dado a ambas as fachadas não corresponde uma organização espacial interna simétrica, o que se deve, sem dúvida, à configuração triangular do lote que ocupa.
A sua linguagem decorativa exterior caracteriza-se por um ecletismo, que congrega elementos neo-barrocos patentes na cúpula e nos seus ornatos, assim como elementos Arte Nova patentes nos revestimentos azulejares polícromos, com representações de pavões e motivos florais, nas cantarias e na malha sinuosa dos ferros forjados.
Este edifício está classificado como Imóvel de Interesse Público.

## Classificação

### Imóvel de Interesse Público
O edifício foi classificado como Imóvel de Interesse Público pelo Ministério da Cultura e Coordenação Científica - Instituto Português do Património Cultural por decreto n.º 28/82, DR, 1.ª série, n.º 47 de 26 fevereiro 1982.
| “ | Decreto 28/82 de 26 de Fevereiro De acordo, nomeadamente, com os artigos 2.º, 24.º e 30.º do Decreto 20985, de 7 de Março de 1932, do n.º 1 do § 1.º do artigo 19.º do Decreto 46349, de 22 de Maio de 1965, do n.º 1 do artigo 1.º e n.º 1 do artigo 2.º do Decreto-Lei 1/78, de 7 de Janeiro, da alínea a) do artigo 2.º e alínea a) do artigo 9.º do Decreto-Lei 59/80, de 3 de Abril, e do artigo 3.º do Decreto Regulamentar 34/80, de 2 de Agosto, o Governo decreta, nos termos da alínea g) do artigo 202.º da Constituição, o seguinte: (...) Art. 2.º São classificados como de interesse público os seguintes imóveis: (...) Distrito de Lisboa: Concelho de Lisboa: (...) Prédio situado no gaveto formado pela Avenida do Almirante Reis, 2 a 2-K, e Largo do Intendente Pina Manique, 1 a 6. (...) Francisco José Pereira Pinto Balsemão - Francisco António Lucas Pires. Promulgado em 11 de Fevereiro de 1982. Publique-se. O Presidente da República, ANTÓNIO RAMALHO EANES. | ” |

## 1908 Lisboa Hotel
O 1908 Lisboa Hotel abriu portas em Janeiro de 2017 pós profundas obras de requalificação e restauro (2016/2017) que transformaram o edifício na sua actual função.
O projecto de reabilitação (2014/2015) foi da autoria do atelier Pardal Monteiro Arquitectos e o promotor uma empresa de cariz familiar, a Villa de Santa Ana - Hotelaria e Turismo. A gestão do hotel de 4 estrelas está a cargo da Amazing Evolution. O investimento global ascendeu aos 6,5 milhões de euros.
| “ | Arquitetura Manuel Cottinelli Telmo Pardal Monteiro – Arquiteto João Cottinelli Telmo Pardal Monteiro – Arquiteto Sónia Machado Mendes – Arquiteta Pedro Cunha – Arquiteto Paulo Fontainha – Arquiteto João Luis Rocha – Arquiteto Catarina Fonseca – Arquiteta Maria do Rosário Botelho de Brito – Arquiteta Rodrigo Moutinho Fundações e Estrutura Gonçalo Pardal Monteiro – Engenheiro Instalações e Equipamentos Mecânicos João Rocha – Engenheiro Instalação e Equipamentos de Águas e Esgotos Teresa Paula Santos – Engenheira Instalação e Equipamentos Elétricos e de Telecomunicação Lacerda Moreira – Engenheiro Segurança e Prevenção de Incêndios António Portugal – Arquiteto Paulo Cardoso – Engenheiro Acondicionamento Acústico Hugo Leitão – Engenheiro Decoração Marta Faustino – Autora | ” |

## Ver Também
- Prémio Valmor
- Arnaldo Redondo Adães Bermudes
- Ecletismo em Portugal
- Arte Nova em Portugal